# Stanthorpe Airport
Stanthorpe Airport är en flygplats i Australien. Den ligger i kommunen Southern Downs och delstaten Queensland, omkring 160 kilometer sydväst om delstatshuvudstaden Brisbane.
Trakten runt Stanthorpe Airport är nära nog obefolkad, med mindre än två invånare per kvadratkilometer.. Närmaste större samhälle är Stanthorpe, nära Stanthorpe Airport. 
I omgivningarna runt Stanthorpe Airport växer huvudsakligen savannskog. Genomsnittlig årsnederbörd är 1 201 millimeter. Den regnigaste månaden är januari, med i genomsnitt 242 mm nederbörd, och den torraste är juli, med 35 mm nederbörd.